# Seksan Piturat
Seksan Piturat (thailändisch เศกสรรค์ ปิตุรัตน์, * 2. Januar 1976 in Mae Hong Son) ist ein ehemaliger thailändischer Fußballspieler.

## Karriere

### Verein
Seksan besuchte in seiner Jugendzeit die Sripatum-Universität. Seksan, Spitzname James, begann seine Karriere 1996 in der Thai Premier League bei BEC Tero Sasana. Er begann zunächst auf der Position des defensiven Mittelfeldspielers, wurde aber auch in der Verteidigung eingesetzt. Sein Trainer meinte jedoch es sei besser, wenn er auch mal Stürmer spielen würde, da dies sein Spiel verbessern würde. In seinem ersten Spiel auf der Position des Stürmers erzielte er zwei Tore, woraufhin der Sturm zu seiner künftigen Stammposition wurde. Bis 2004 spielte er bei BEC-Tero Sasana und feierte seine größten Triumphe mit diesem Verein. Insgesamt lief er 149 Mal für den Klub auf und erzielte dabei 81 Tore. Mit BEC-Tero gewann er zwei Meisterschaften, zwei Vizemeisterschaften, den thailändischen Verbandspokal und erreichte 2003 das Endspiel der AFC Champions League. Sowohl im Hin- als auch im Rückspiel in der Finalrunde stand er in der Anfangsformation. Im Hinspiel wurde er jedoch bereits in der 26. Minute ausgewechselt. 1998 wurde er zum Spieler des Jahres in der Thai Premier League gewählt. Nach 8 Jahren bei BEC-Tero wechselte er zur Saison 2004/05 zum FC PEA. Am Ende der Saison erreichte er mit seinem neuen Club erneut einen Vizemeistertitel. Ab 2006 ging es mit seiner Karriere stetig bergab. Zwar half er mit, den Verein FC TOT in die erste Liga zurückzuführen und im Folgejahr den Klassenerhalt zu sichern, doch spielte er mit den Vereinen FC Raj-Vithi und Police United nur noch in der zweiten Liga. 2008 beendete Seksan schließlich seine aktive Karriere. 2010 gab er nochmal sein Comeback und spielte bis 2012 beim unterklassigen North Bangkok University FC.

### Nationalmannschaft
Seine ersten Länderspiele bestritt Seksan im Jahre 1999. Er nahm mit der Nationalmannschaft an den Südostasienspielen 1999 teil. Beim Gruppenspiel gegen die Philippinische Fußballnationalmannschaft schoss er das 5:0 und erzielte damit sein erstes Länderspieltor. Am Ende gewann er mit der Mannschaft die Goldmedaille. 2000 erreichte er seinen größten Erfolg auf Nationalmannschaftsebene, als er mit Thailand bei den ASEAN-Fußballmeisterschaften den Titel holte. Bis zu seinem letzten Länderspiel im Jahre 2003 hatte er 47 Länderspiel für sein Heimatland absolviert und dabei 19 Tore erzielt.

## Erfolge

### Verein
BEC Tero Sasana
- Thailändischer Meister: 2000, 2001/02
- Thailändischer Vizemeister:2002/03, 2003/04
- Thailändischer Pokalsieger: 2000
- AFC-Champions-League-Finalist: 2002/03

FC PEA
- Thailändischer Vizemeister: 2004/05

### Nationalmannschaft
- Teilnahme an der Endrunde zur AFC U-19 Jugendmeisterschaft 1996
- Endrunde der Fußball-Asienmeisterschaft 2000
- ASEAN-Fußballmeisterschaft Gewinner 2000,
- Südostasienspiele Goldmedaille 1999
- King’s Cup Gewinner 2000

## Auszeichnungen
Thai Premier League
- Spieler des Jahres: 1997